# Тешањска офанзива (1994)
Тешањска офанзива била је почетни напад Армије Републике Босне и Херцеговине (АРБиХ) на град Теслић током рата у БиХ. Од марта до априла 1994. године, снаге АРБиХ су покушале да заузму град, али су успеле да се помере само 2 км ближе њему. У мају, упркос добијању помоћи од Хрватског вијећа обране (ХВО), нису успјели постићи свој циљ. Каснији покушаји заузимања града су пропали.

## Ток битке
Након потписивања Вашингтонског споразума у марту 1994. којим је окончан хрватско-бошњачки рат, АРБиХ пребацила је значајне снаге које су се бориле на првим линијама фронта против 111. бригаде ХВО-а из Жепча на српску линију фронта према Теслићу. У Тешањско-маглајској енклави АРБиХ у саставу 7. ТГ "Југ" до средине 1994. године били су присутни и 2. и 3. корпус АРБиХ. У њему су биле четири бригаде и један самостални батаљон, укупно око 10.000 бораца. На сјевероистоку енклаве налазила се и 110. бригада ХВО ''Усора'' (задржана на муслиманској страни) са 2.000 људи.
Потписивањем муслиманско-хрватског мира, српска страна је схватила да је град Теслић у опасности, јер је тек 7 км од прве линије фронта, а 1. крајишки корпус Војске Републике Српске (ВРС) ојачао је одбрану на западној линији фронта према граду. Град је директно бранила 2. тактичка група, 16. крајишка моторизована бр. сјеверно од Теслића, са 1. градишком и 1. крњинском бригадом, а јужно од града 1. и 2. теслићка бригада са дијелом 27. дерветанске моторизоване бригаде. У резерви су остали 1. батаљон војне полиције и једна извиђачко-диверзантска чета. Дана 19. марта 1994. године ступило је на снагу примирје између АРБиХ и ХВО-а, а већ 23. марта 204. теслићка брдска бригада АРБиХ (састављена од муслиманских избјеглица из Теслића) напала је положаје 1. теслићке бригаде ВРС. До 26. марта муслиманске снаге опкољавају брдо Хусар (577 м) те се настављају грчевите борбе до априла, али АРБиХ не успјева да се приближи ближе од 5 км до Теслића. АРБиХ је 22. маја наставила офанзиву, овога пута њихов стари непријатељ 110. бригада ХВО-а, послао је два тенка да учествују у нападу. Међутим циљ није постигнут. 1. теслићка бригада ВРС зауставља напредовање АРБиХ јужно од града те уз херојску борбу спречава непријатеља да провали у долину ријеке Велике Усоре на путу за Теслић.